# Opéra de Shanghai
L'Opéra de Shanghai (chinois : 上海大剧院 ; pinyin : Shànghǎi dà jùyuàn
anglais : Shanghai Grand Theatre), est réalisé en 1998 par l'architecte français Jean-Marie Charpentier. Le rideau de scène a été conçu par Olivier Debré. Il est situé sur la Place du Peuple, dans le quartier de Puxi, à Shanghai. À proximité on trouve, la Mairie de Shanghai, le Musée des Beaux-Arts de Shanghai, le Musée de Shanghai et le Centre d'exposition de la planification urbaine de Shanghai.

## Histoire
Le bâtiment est confié à Jean-Marie Charpentier, architecte français . Les travaux débutent en 1994 et il est inauguré le 27 août 1998[réf. souhaitée].
En 2002, le peintre chinois Chu Teh-Chun, alors membre et doyen de l'Académie des beaux-arts de France, peintre de l'abstraction lyrique, crée une peinture pour l'opéra de Shanghai.

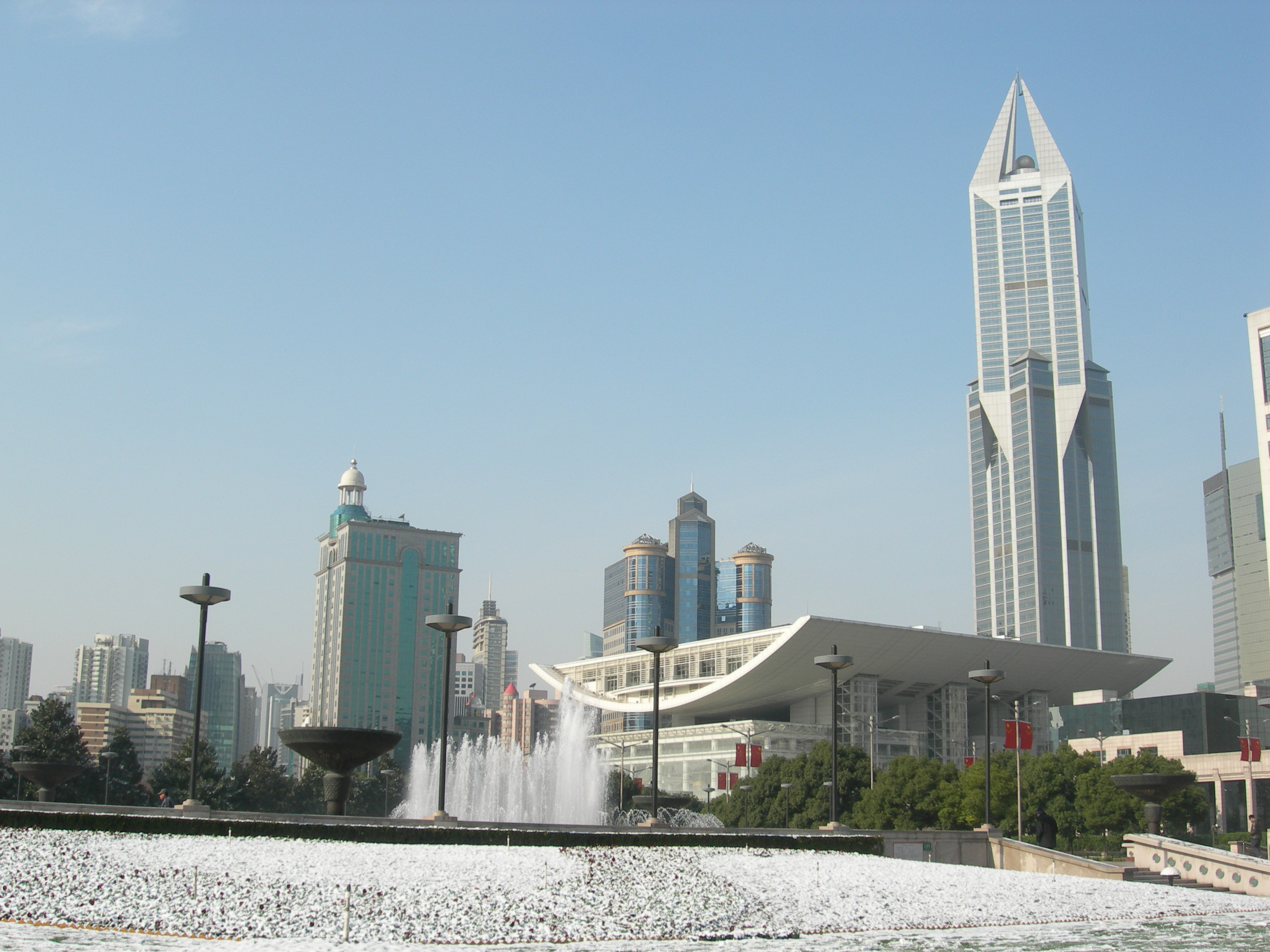
En 2010
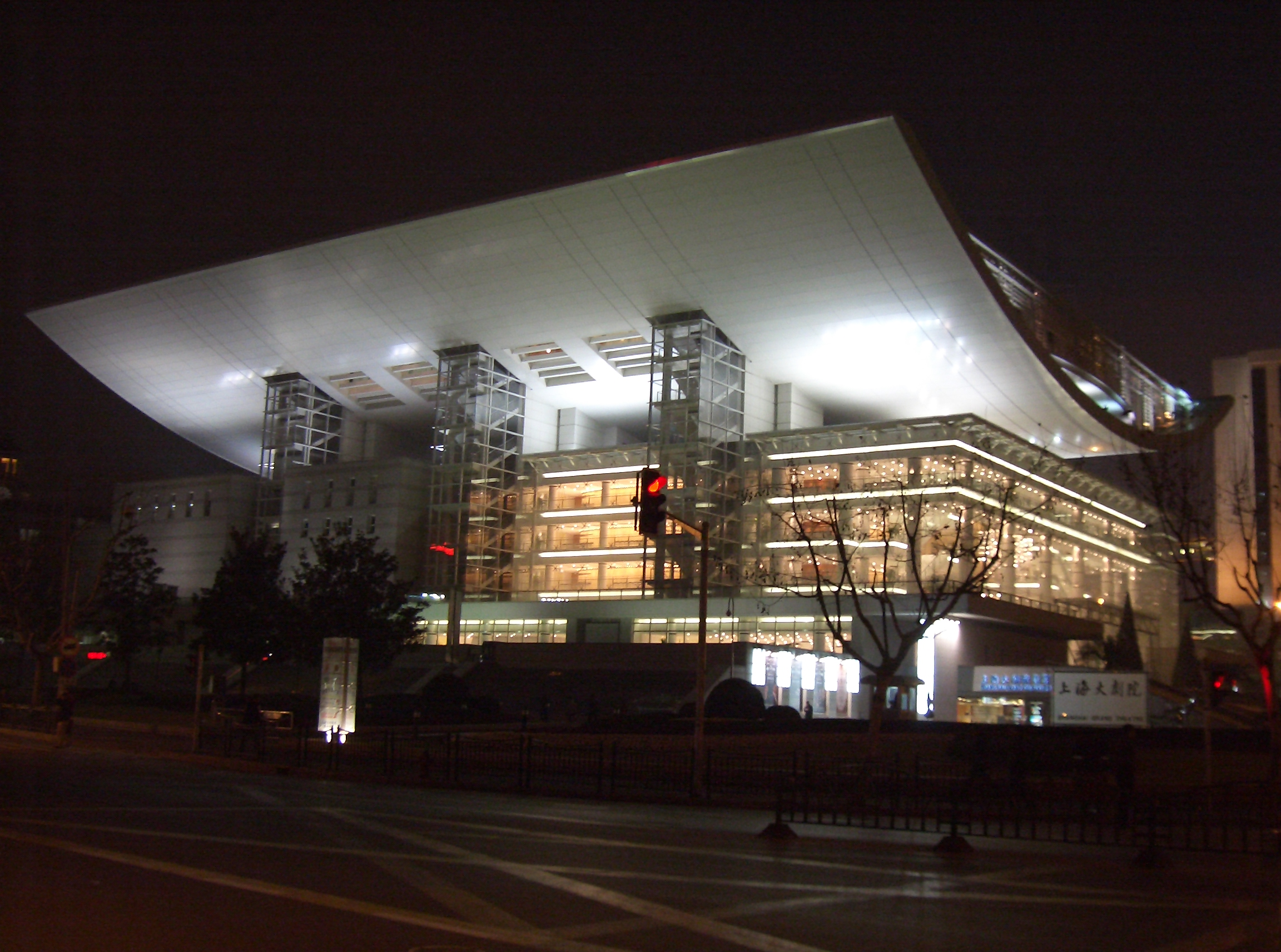
La nuit en 2005